# كابي
كابي (بالسويدية: Kabi) هي شركة دوائية سابقة تأسست في مالمو في السويد عام 1931 تحت اسم (Kärnbolaget Aktiebolag Biokemisk Industri) واختصرت التسمية لاحقا إلى كابي.
اشتهرت في بدايتها بانتاج فيتامين ج (أو حمض الأسكوربيك) من ثمر الورد.
في عام 1972، اندمجت فيتروم مع كابي لتكوين كابي فيتروم.
في عام 1990، اندمجت كابي فيتروم مع فارماسيا لتكونان شركة كابي فارماسيا، وكان المقر الرئيسي في أوبسالا، ثم استغني عن تسمية كابي ليبقى الاسم فارماسيا فقط.
باعت شركة فارماسيا المتبقي من شركة كابي فيتروم في ستوكهولم عام 2001 إلى شركة بايوفيتروم، والتي باعت القسم المختص بمنتجات البلازما إلى أوكتافارما في عام 2002.